# Latsdrag

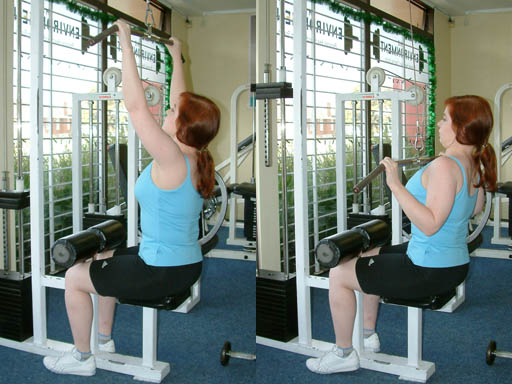

Latsdrag är en övning inom styrketräningen där man sittande drar ner en kabelförsedd bygel eller stång framför sig. Övningen tränar muskeln Latissimus dorsi.